# باشگاه فوتبال پاتایا یونایتد
باشگاه فوتبال پاتایا یونایتد (تایلندی: สโมสรฟุตบอลพัทยา ยูไนเต็ด) یک باشگاه فوتبال تایلندی مستقر در استان چونبوری، تایلند است. این باشگاه در حال حاضر در لیگ ۲ تایلند بازی می‌کند.